# Dlouhodobá potenciace

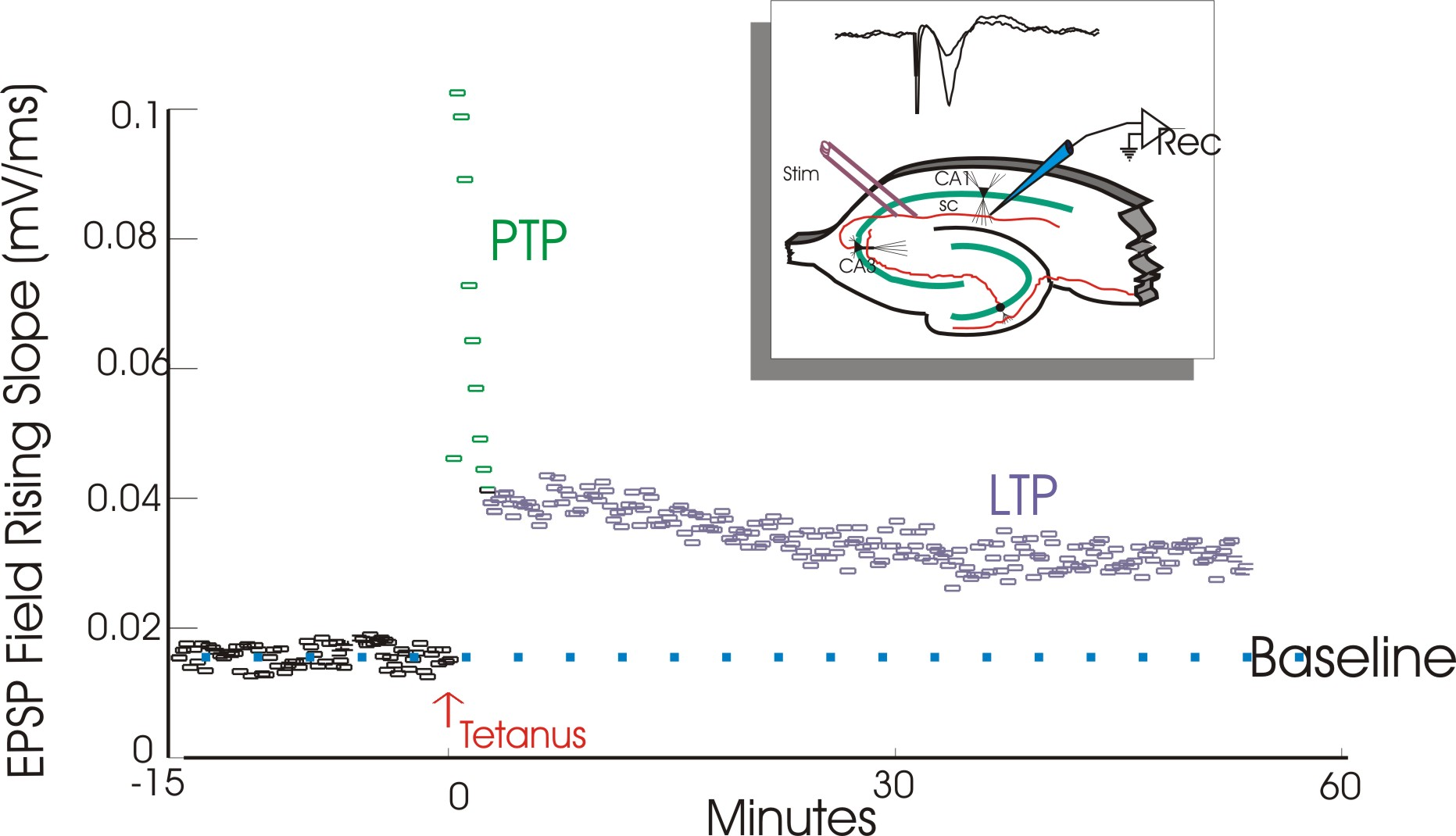
Dlouhodobá potenciace (LTP) je trvalé zvýšení synaptické vazby po vysokofrekvenční stimulaci chemické synapse. Studie LTP se často provádějí v řezech hipokampu, což je důležitý orgán pro učení a paměť. Tento graf porovnává odpověď na stimuly v synapsích, které prošly LTP, oproti synapsím, které nebyly podrobeny LTP. Synapse po LTP mají tendenci mít silnější elektrické reakce na stimuly než jiné. Termín dlouhodobá potenciace vychází ze skutečnosti, že toto zvýšení synaptické síly nebo potenciace trvá velmi dlouhou dobu ve srovnání s jinými procesy, které ovlivňují synaptickou vazbu.

Dlouhodobá potenciace (Long-term potentiation, LTP) je v neurovědách trvalé posilování synapsí na základě nedávných vzorců aktivity. Jedná se o vzory synaptické aktivity, které způsobují dlouhodobý nárůst přenosu signálu mezi dvěma neurony. Opakem LTP je dlouhodobá deprese, která způsobuje dlouhodobý pokles synaptické síly.
LTP je základem synaptické plasticity, tj. schopnosti chemických synapsí měnit svou sílu. Vzpomínky jsou kódovány modifikací synaptické síly, LTP je obecně považován za jeden z hlavních buněčných mechanismů, které jsou základem učení a paměti.
LTP byl objeven v hipokampu králíka Terje Lømo v roce 1966 a od té doby zůstává populárním předmětem výzkumu. Mnoho moderních LTP studií se snaží lépe porozumět jeho základní biologii, zatímco jiné usilují o vytvoření příčinné souvislosti mezi LTP a behaviorálním učením. Vědci se snaží vyvinout metody, farmakologické nebo jiné, pro zlepšení LTP pro zlepšení učení a paměti. LTP je také předmětem klinického výzkumu, například v oblasti Alzheimerovy nemoci a léků na závislost.

## Dějiny

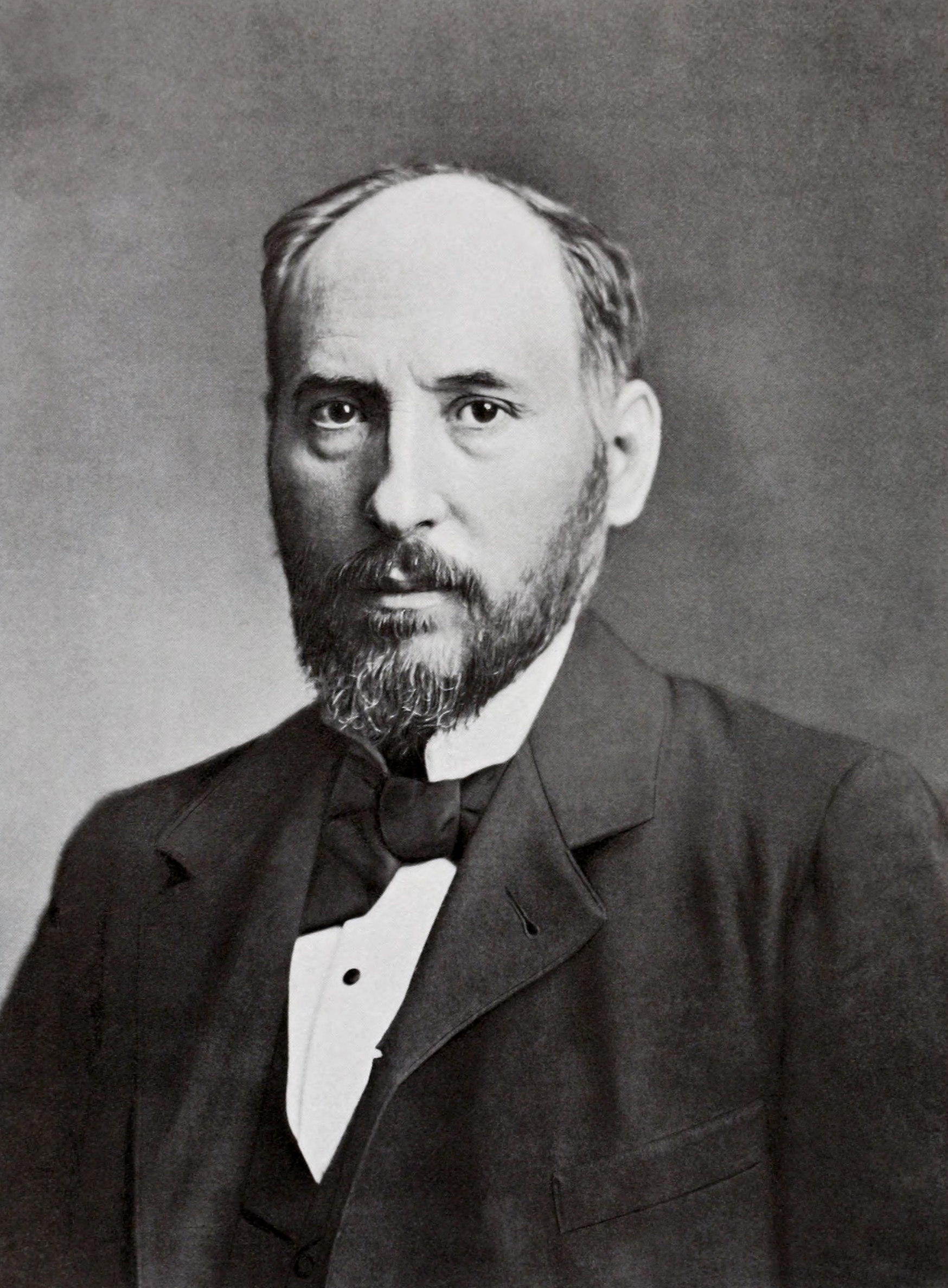
Neuroanatom Santiago Ramón y Cajal navrhl tezi, že vzpomínky mohou být uloženy napříč synapsemi, spojeními mezi neurony, které umožňují jejich komunikaci.

Na konci 19. století vědci obecně znali množství neuronů v dospělém mozku (přibližně 100 miliard), které se nezvyšovalo významně s věkem, což zavdalo poznání, že vzpomínky nejsou obecně ne výsledkem produkce nových neuronů. To ale nevysvětlilo proces paměti.
Španělský neuroanatom Santiago Ramón y Cajal byl mezi prvními, kteří navrhli mechanismus učení, který nevyžadoval tvorbu nových neuronů. V roce 1894 na Croonianské přednášce navrhl, že vzpomínky by mohly místo toho být tvořeny posílením spojení mezi existujícími neurony pro zlepšení účinnost jejich komunikace. Hebbická teorie, kterou představil Donald Hebb v roce 1949, zopakovala myšlenky Ramóna y Cajala a dále navrhovala, že buňky mohou zakládat nové vazby nebo podstoupit metabolické změny, které posílí jejich schopnost komunikovat:

### Objev

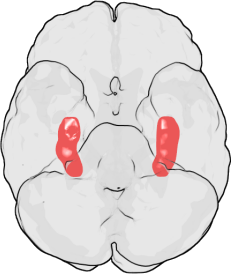
LTP byl poprvé objeven v hipokampu králíků. U lidí je hipokampus umístěn ve středním temporálním laloku. Tato ilustrace spodní strany lidského mozku ukazuje, že hippocampus je zvýrazněn červeně. Čelní lalok je v horní části obrázku a týlní lalůček je dole.

LTP poprvé objevil Terje Lømo v roce 1966 v laboratoři v Oslu v norském Per Andersenu. Tam Lømo provedl sérii neurofyziologických experimentů na anestetizovaných králících, aby prozkoumali úlohu hipokampu v krátkodobé paměti.

### Modely a teorie

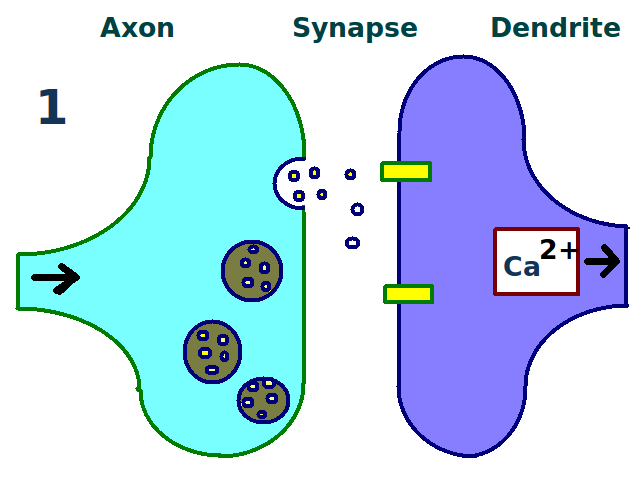
Synapse je opakovaně stimulována.

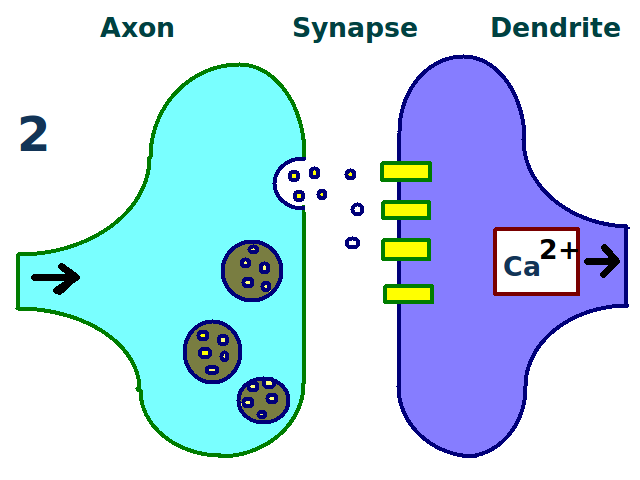
Více dendritických receptorů.

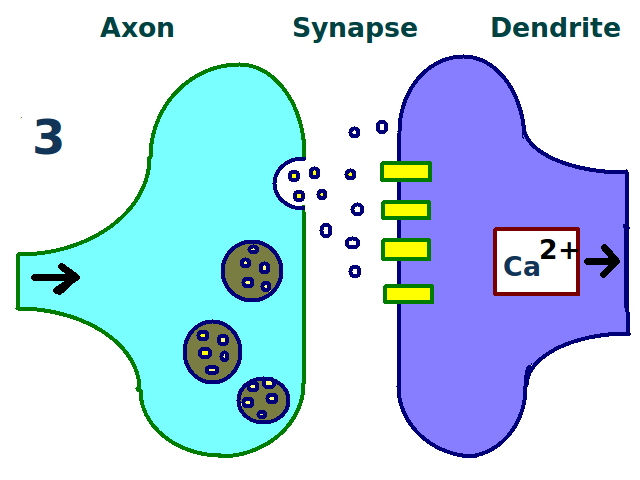
Další neurotransmitery.

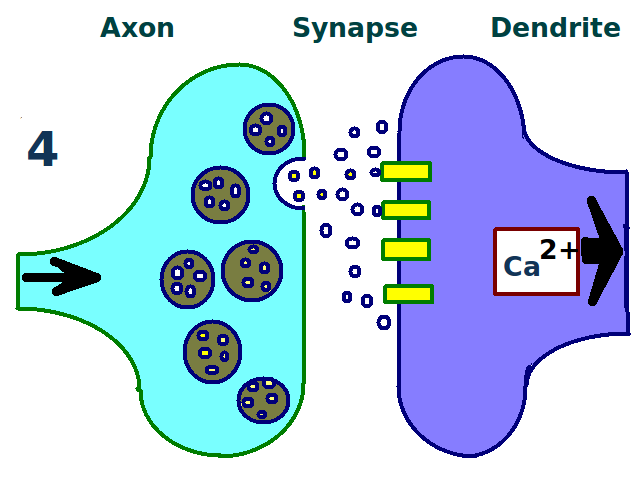
Silnější spojení mezi neurony.

Fyzikální a biologický mechanismus LTP není dosud úplně pochopen, ale byly vyvinuty některé úspěšné modely. Studie dendritických páteří, vyčnívajících struktur na dendritech, které fyzicky rostou a stahují se v průběhu minut nebo hodin, naznačují vztah mezi elektrickým odporem páteře a účinnou silou synapsy v důsledku jejich vztahu s intracelulárními vápenatými transienty. Matematické modely jako BCM teorie, které závisí také na intracelulárním vápníku ve vztahu k NMDA receptorovým napěťovým branám, byly vyvinuty od osmdesátých let a upravují tradiční a priori Hebbovský učební model s biologickým i experimentálním zdůvodněním. Jiní[kdo?] navrhli reorganizaci nebo synchronizaci vztahu mezi regulací receptoru, LTP a synaptickou silou.

## Typy
Od původního objevu u králičího hipokampu, LTP byl pozorován v paletě jiných nervových struktur, včetně mozkové kůry, cerebellum, amygdala, a mnoho jiní. Renomovaný výzkumný pracovník LTP Robert Malenka navrhl, že se LTP může vyskytnout i ve všech excitačních synapsech v mozku savců.

## Vlastnosti
Na NTPD závislý LTP vykazuje několik vlastností, včetně vstupní specificity, asociativity, kooperativity a perzistence.